# Strait of Georgia
Strait of Georgia – cieśnina Oceanu Spokojnego, część morza Salish, pomiędzy południową częścią wschodniego wybrzeża wyspy Vancouver a kontynentem amerykańskim. Niemal w całości w granicach Kanady (prowincja Kolumbia Brytyjska), jedynie południowy kraniec  cieśniny należy do Stanów Zjednoczonych (stan Waszyngton).
Cieśnina rozciąga się na długości ponad 220 km, jej średnia szerokość wynosi około 30 km. Północną granicę cieśniny wyznacza grupa wysp Discovery Islands, a południową – wyspy San Juan. Największymi wyspami w obrębie cieśniny są Texada i Lasqueti.
W 1791 roku, jako pierwsi Europejczycy, wybrzeże cieśniny zbadała hiszpańska ekspedycja pod przewodnictwem Francisco de Elizy. Rok później dotarł tu kapitan George Vancouver, który nazwał ją na cześć króla Wielkiej Brytanii Jerzego III.
Głównym skupiskiem ludności nad cieśniną jest miasto Vancouver, położone na jej wschodnim brzegu, nad ujściem rzeki Fraser. Cieśniną przebiega droga wodna łącząca port w Seattle z Alaską, tzw. Inside Passage.